# Pölfing-Brunn
Pölfing-Brunn est une commune autrichienne du district de Deutschlandsberg en Styrie.